# 기노완시

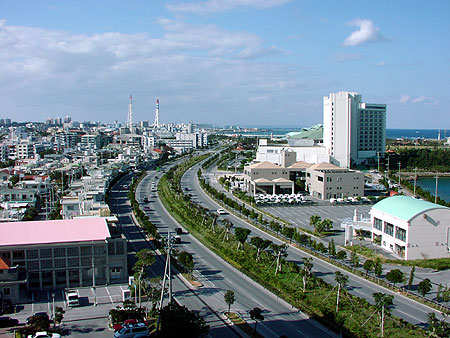
기노완을 지나는 국도 58호선

기노완시(일본어: 宜野湾市) 또는 지노온(오키나와어: ジノーン)은 일본 오키나와섬 중남부의 중앙에 위치한 시이다.

## 지리
오키나와섬 중부에 위치하고 나하시에서 북동쪽으로 약 10km 떨어져 있다. 시 서부는 동중국해와 접하고 해안선의 드나듦은 적으며 먼 곳까지 얕다. 국도 58호선 동쪽은 완만한 대지이고 니시하라정과 나카구스쿠촌에 접하는 시 남부부터 동부에 걸쳐 작은 언덕이 점재한다.
시 중앙부의 대지를 주일 미군의 후텐마 비행장, 북부를 캠프 즈케란이 차지하고 있다. 이 두 미군 시설 사이로 국도 58호선과 국도 330호선이 지난다. 해안 지역은 오키나와 컨벤션 센터와 기노완 해변 공원을 중심으로 관광·상업 지역으로의 발전을 목표로 하고 있다.

### 인접한 자치체
- 우라소에시
- 나카가미군
  - 자탄정
  - 기타나카구스쿠촌
  - 나카구스쿠촌
  - 니시하라정

## 역사
- 1908년 - 기노완촌이 성립하였다.
- 1962년 7월 1일 - 시로 승격해 기노완시가 되었다.

## 교통

### 도로
- 오키나와 자동차도
- 국도 58호선
- 국도 330호선

## 자매 도시
- 일본 미야자키현 히가시우스키군 도고정(1985년 4월)
- 중국 푸젠성 샤먼시(1995년 11월)